# Nemertesia pacifica
Nemertesia pacifica är en nässeldjursart som först beskrevs av Nutting 1927.  Nemertesia pacifica ingår i släktet Nemertesia och familjen Plumulariidae. Inga underarter finns listade i Catalogue of Life.